# Les Marguerites
Les Marguerites est un tableau réalisé par le peintre français Henri Matisse en juillet 1939 à Paris. Cette huile sur toile représente un intérieur dans lequel une femme figurée en couleur rouge se tient assise devant un guéridon où trônent deux vases, l'un vide et l'autre rempli de marguerites. La propriété de Paul Rosenberg, l'œuvre est spoliée par le régime nazi pendant la Seconde Guerre mondiale, avant de lui être restituée au retour de la paix. Elle est conservée depuis 1983 à l'Art Institute of Chicago, à Chicago, dans l'Illinois, aux États-Unis à la suite d'un don de la famille Pauling.